# Heubach (Odenwald)
Heubach ist ein Stadtteil der Stadt Groß-Umstadt im südhessischen Landkreis Darmstadt-Dieburg.

## Geografie
Heubach liegt im nördlichen Teil des Naturparks Bergstraße/Odenwald, ca. 11 km südöstlich von Dieburg, von der Bundesstraße 45 (Ferienstraße Alpen-Ostsee) aus 1500 Meter in Richtung Osten, eingebettet in ein romantisches Seitental des Odenwalds. Wie die anderen Gemeinden, die das mittelalterliche Städtchen Umstadt umrahmen und 1977 eingemeindet wurden, ist der historische Ort ruhig und idyllisch gelegen, und hat in den letzten Jahren neue Bewohner angezogen, die vorher in einer der großen Städte des Großraums Frankfurt gelebt haben. Der Name Heubach hat nichts mit dem Wort Heu zu tun, sondern mit dem heutigen Wort Hain (kleiner Wald) und bezeichnet also ein Wäldchen am Bach. Der Stadtteil Heubach umfasst die Gemarkung Heubach.

## Geschichte

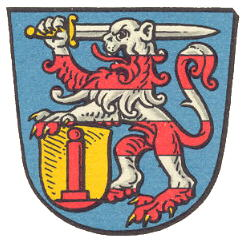
Ortswappen aus dem frühen 19. Jahrhundert

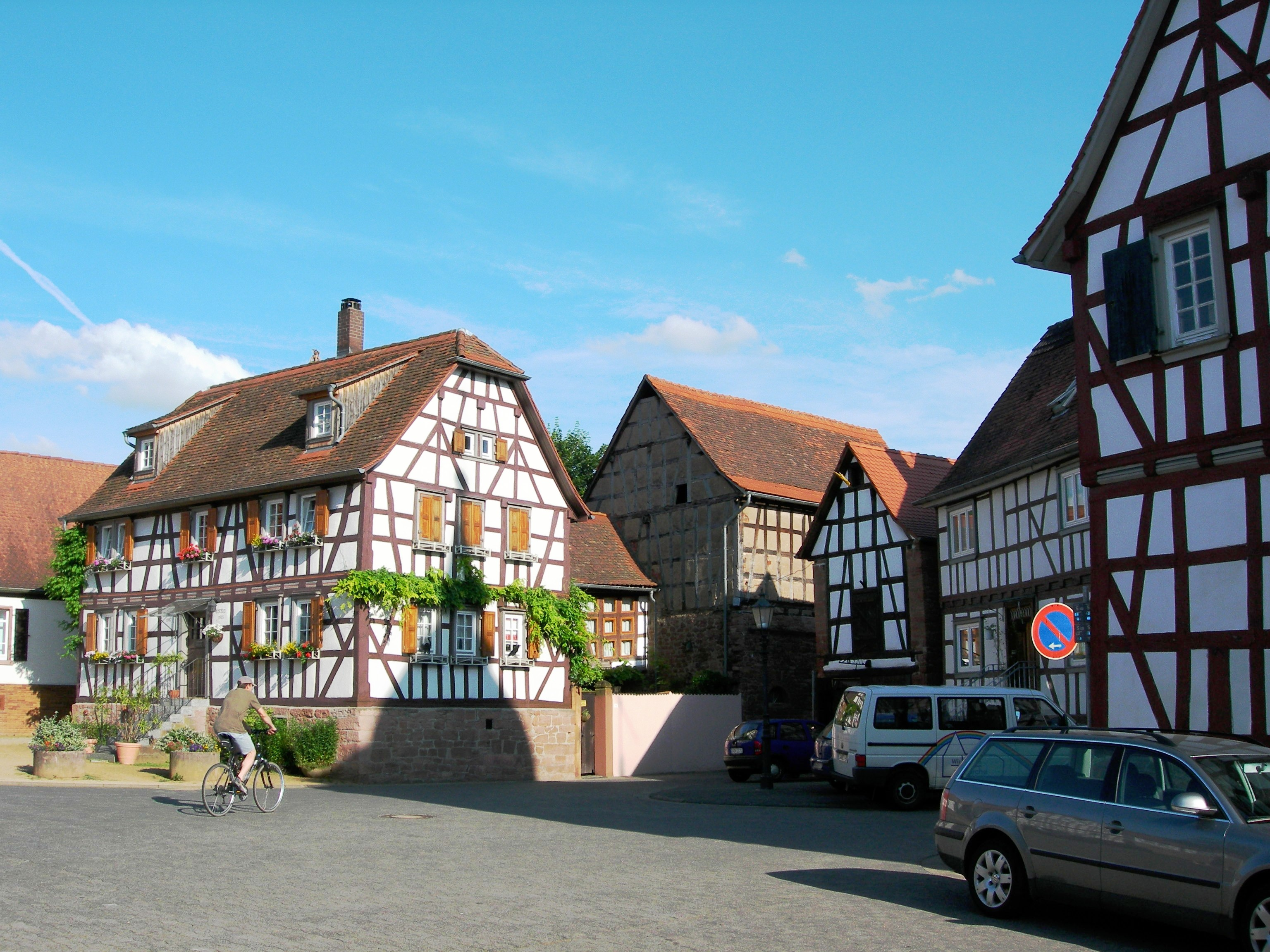
Fachwerkhäuser am Marktplatz

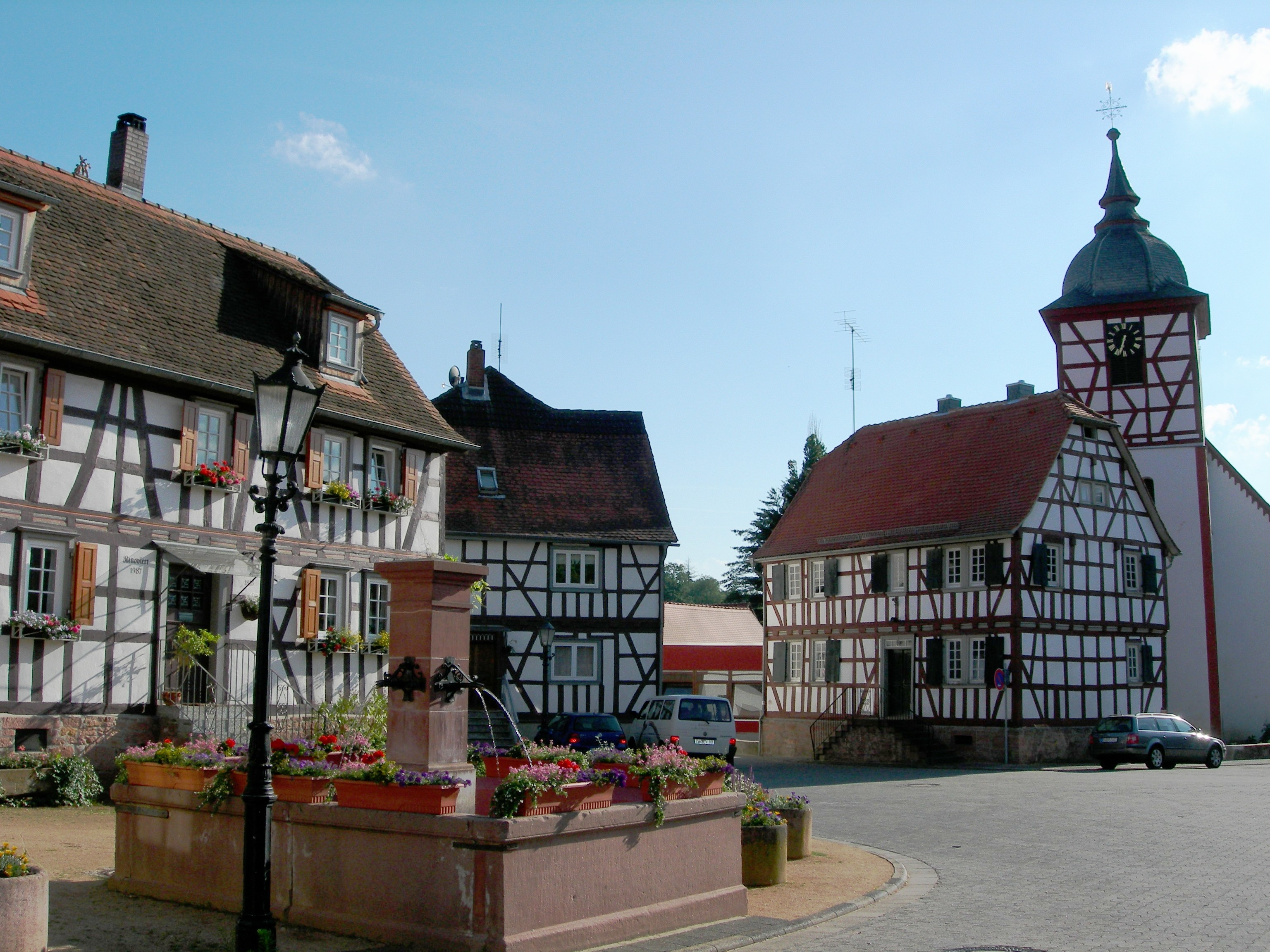
Der Marktplatz mit dem Dorfbrunnen

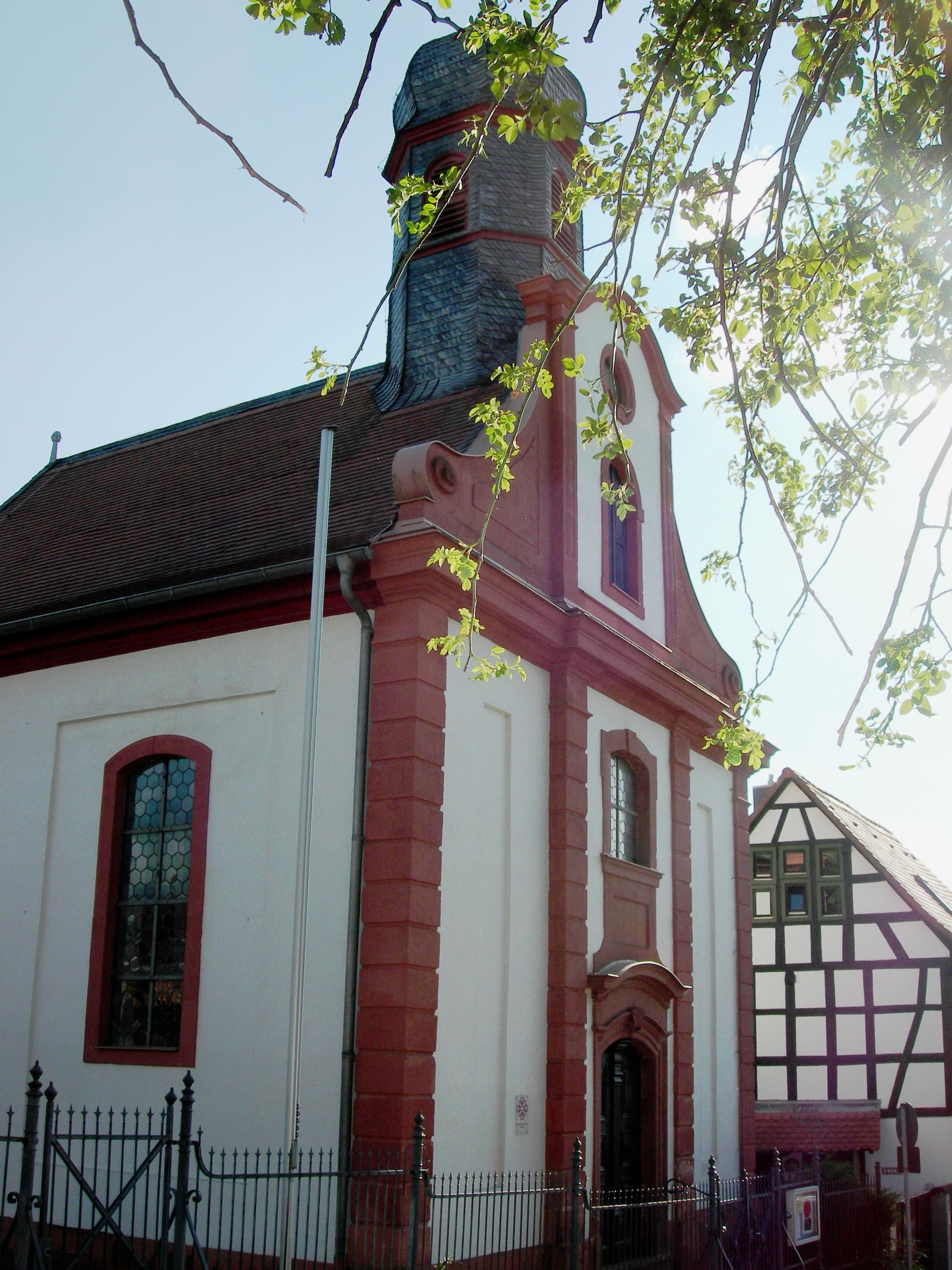
Die kleine lutherische Kirche

### Ortsgeschichte
Die ältesten Spuren menschlicher Besiedlung in der Region sind frühsteinzeitliche Ausgrabungen bei Groß-Umstadt. Aus der Jungsteinzeit stammen Funde der Schnurkeramiker in Grabhügeln im Bereich Groß-Umstadt, aber auch Hügelgräber aus der Nähe Heubachs. Auch Funde aus der Bronzezeit und Spuren der Kelten und Römer gibt es in der Gegend. Nach harten Kämpfen mussten die römischen Legionen um 260 n. Chr. die Region zwischen Rhein und Main den Alemannen überlassen, die dem Odenwald nach ihrem höchsten Gott Odin seinen Namen gaben. Sie wurden im 5. Jahrhundert von den Franken besiegt, von denen Gräber in Groß-Umstadt zeugen. Unter ihrem Fürst Chlodwig, der zwischen 481 und 511 regierte, wurden alle Einwohner des Frankenreichs und auch die Menschen in Heubach christlich. Der Karolingerfürst Pippin, Vater Karls des Großen, schenkte im Jahr 766 die Umstädter Mark dem Kloster Fulda.
Zwischen 1100 und 1200 entstand die erste Steinkirche in Heubach, Vorgängerin der heutigen evangelisch-reformierten Kirche am Marktplatz, und auch die Burgen Breuberg (8 Kilometer von Heubach entfernt) und Otzberg (in vier Kilometer Entfernung) wurden gebaut. Im Jahr 1303 wurde der Ort als Heipach erstmals schriftlich erwähnt, in einem Grundstücks-Kaufvertrag zwischen einem Heubacher Bürger und dem Kloster Höchst im Odenwald. In historischen Dokumenten späterer Zeit ist der Ort unter folgenden Ortsnamen belegt (in Klammern das Jahr der Erwähnung): Haypach (1322); Heippach (1376); Heupach an der Wiesen (1398–1400); Heuppach (1454); Haupach (1495): Hawbach (1524); Haybach (1570); und Haubach (16. Jahrhundert).
Bis 1399 war der Ort im Besitz der Herren von Bickenbach, danach kurpfälzisch, bis er 1803 mit dem Reichsdeputationshauptschluss der Landgrafschaft Hessen-Darmstadt zugesprochen wurde. Mit der gesamten Kurpfalz wurde Heubach in der Mitte des 16. Jahrhunderts protestantisch. Es litt im Dreißigjährigen Krieg unter Zerstörung, Seuchen und Tod. Am Ende des Krieges im Jahr 1648 hatte Heubach nur noch drei Einwohner.
1702 konnte die katholische Pfarrei Heubachs wieder errichtet werden, und bis 1759 erbauten die evangelisch-reformierte und die lutherische Gemeinde jeweils eine neue Kirche und Schule. 1806 entstand unter Druck von Napoléon Bonaparte das Großherzogtum Hessen, zu dem damit auch Heubach gehört und in dem es als das „ärmste Dorf des Großherzogs“ bekannt wurde.
Die Statistisch-topographisch-historische Beschreibung des Großherzogthums Hessen berichtet 1829 über Heubach:

„Heubach (L. Bez. Dieburg) luth., reform., und kath. Filialdorf; auch Pfalzheubach: liegt an dem Richenbach, 3 St. von Dieburg und 1 St. von Umstadt. Der Ort hat 154 Häuser und 916 Einw., unter diesen sind 237 Luth., 434 Reform. und 245 Kath.; 2 Kirchen, von welchen die kleinere, und 1755 vollendete, den Lutheranern, die andere, die Bartholomäuskirche, den beiden andern Confessionen gemeinschaftlich ist, sodann 2 Mahlmühlen und einen Bruch von vorzüglich guten rothen Sandsteinen, die behauen werden. – Ruprecht III. von der Pfalz hat diesen Ort 1399 Johann von Bickenbach kauflich an sich gebracht, und 1802 kam derselbe von Pfalz an Hessen.“

Ab 1817 wurde in der Nähe Heubachs Sandstein abgebaut und einige Einwohner erzielten dadurch ein neues Einkommen. Trotzdem wanderten zu Anfang des 19. Jahrhunderts auch Heubacher nach Amerika aus. 1871 wurde die Eisenbahnlinie zwischen Wiebelsbach-Heubach, Reinheim und Darmstadt gebaut, und 1896 kam eine Linie zwischen Reinheim, Dieburg und Offenbach hinzu. Ab 1884 wurde an der neuen Schule am Wingertsberg unterrichtet, nicht mehr an den drei kleinen Konfessionsschulen, und 1912 wurde der Bau eines neuen Rathauses beendet. Nach zwei Weltkriegen mit vielen Toten und dem Zuzug etlicher Deutscher aus den Ostgebieten vereinigten sich 1969 die beiden protestantischen Kirchengemeinden, und im Jahr 1977 verlor Heubach mit der Eingemeindung nach Groß-Umstadt die bisherige Unabhängigkeit.
1955 war Heubach Schauplatz der dramatischen Entführung des geflohenen Stasi-Offiziers Sylvester Murau, der mithilfe seiner eigenen Tochter Brigitte Cullmann von Stasi-Agenten in eine Falle gelockt wurde und anschließend in Dresden mit dem Fallbeil hingerichtet wurde. Der Autor Jürgen Schreiber stellte bei den Recherchen für sein Buch „Die Stasi lebt“ fest, dass Brigitte Cullmann sich der tödlichen Folgen für ihren Vater voll bewusst war, der sich zu diesem Zeitpunkt in dem Gasthof „Goldene Krone“ versteckt hielt. 1979 heiratete sie – nun Brigitte Schubert (alias IM Honett) – den für die Planung der Aktion verantwortlichen Stasi-Major Albert Schubert. Die heute in Berlin-Hellersdorf lebende Schubert wurde im Gegensatz zu den beiden Mittätern nie verurteilt. Wegen des dörflichen Umfeldes fand dieser Fall jedoch nie die gleiche Beachtung wie der ähnliche Fall des in West-Berlin entführten und anschließend in Moskau hingerichteten Walter Linse.
Hessische Gebietsreform (1970–1977)
Im Zuge der Gebietsreform in Hessen wurden zum 1. Januar 1977 Groß-Umstadt und die bis dahin selbständigen Gemeinden Dorndiel, Heubach, Kleestadt, Klein-Umstadt, Richen und Semd durch das Landesgesetz zur Neugliederung der Landkreise Darmstadt und Dieburg und der Stadt Darmstadt zur neuen Stadt Groß-Umstadt zusammengeschlossen. Für die Kernstadt Umstadt und die Stadtteile Dorndiel, Heubach, Kleestadt, Klein-Umstadt, Raibach, Richen, Semd und Wiebelsbach wurden Ortsbezirke errichtet.

### Verwaltungsgeschichte im Überblick
Die folgende Liste zeigt die Staaten und Verwaltungseinheiten, denen Heubach angehört(e):
- vor 1777: Heiliges Römisches Reich, Pfalzgrafschaft bei Rhein, Oberamt Otzberg
- ab 1777: Heiliges Römisches Reich, Kurfürstentum Pfalzbayern (durch Erbfall), Pfalzgrafschaft bei Rhein, Oberamt Otzberg
- ab 1803: Heiliges Römisches Reich, Landgrafschaft Hessen-Darmstadt,[Anm. 2] Fürstentum Starkenburg, Amt Otzberg
- ab 1806: Großherzogtum Hessen,[Anm. 3] Fürstentum Starkenburg, Amt Otzberg[10]
- ab 1815: Großherzogtum Hessen, Provinz Starkenburg, Amt Otzberg
- ab 1821: Großherzogtum Hessen, Provinz Starkenburg, Landratsbezirk Dieburg[Anm. 4]
- ab 1832: Großherzogtum Hessen, Provinz Starkenburg, Kreis Dieburg
- ab 1848: Großherzogtum Hessen, Regierungsbezirk Dieburg
- ab 1852: Großherzogtum Hessen, Provinz Starkenburg, Kreis Dieburg
- ab 1871: Deutsches Reich, Großherzogtum Hessen, Provinz Starkenburg, Kreis Dieburg
- ab 1918: Deutsches Reich, Volksstaat Hessen, Provinz Starkenburg, Kreis Dieburg
- ab 1938: Deutsches Reich, Volksstaat Hessen, Landkreis Dieburg[11][Anm. 5]
- ab 1945: Deutsches Reich, Amerikanische Besatzungszone,[Anm. 6] Groß-Hessen, Regierungsbezirk Darmstadt, Landkreis Dieburg
- ab 1946: Deutsches Reich, Amerikanische Besatzungszone, Hessen, Regierungsbezirk Darmstadt, Landkreis Dieburg
- ab 1949: Bundesrepublik Deutschland, Hessen, Regierungsbezirk Darmstadt, Landkreis Dieburg
- ab 1977: Bundesrepublik Deutschland, Hessen, Regierungsbezirk Darmstadt, Landkreis Darmstadt-Dieburg, Stadt Gross-Umstadt

## Bevölkerung

### Einwohnerstruktur 2011
Nach den Erhebungen des Zensus 2011 lebten am Stichtag dem 9. Mai 2011 in Heubach 1683 Einwohner. Darunter waren 141 (8,4 %) Ausländer.
Nach dem Lebensalter waren 141 Einwohner unter 18 Jahren, 723 waren zwischen 18 und 49, 345 zwischen 50 und 64 und 318 Einwohner waren älter. Die Einwohner lebten in 705 Haushalten. Davon waren 210 Singlehaushalte, 210 Paare ohne Kinder und 210 Paare mit Kindern, sowie 63 Alleinerziehende und 15 Wohngemeinschaften. In 147 Haushalten lebten ausschließlich Senioren und in 477 Haushaltungen lebten keine Senioren.

### Einwohnerentwicklung
| • 1633: | 125 Einwohner              |
| • 1806: | 676 Einwohner, 108 Häuser  |
| • 1829: | 154 Einwohner, 154 Häuser  |
| • 1867: | 1064 Einwohner, 183 Häuser |

| Heubach: Einwohnerzahlen von 1806 bis 2019 | Heubach: Einwohnerzahlen von 1806 bis 2019 | Heubach: Einwohnerzahlen von 1806 bis 2019 | Heubach: Einwohnerzahlen von 1806 bis 2019 | Heubach: Einwohnerzahlen von 1806 bis 2019 |
| --- | ------------------------------------------ | ------------------------------------------ | ------------------------------------------ | ------------------------------------------ |
| Jahr |                                            |                                            |                                            | Einwohner                                  |
| 1806 | 1806                                       |                                            | 676                                        | 676                                        |
| 1829 | 1829                                       |                                            | 1.064                                      | 1.064                                      |
| 1834 | 1834                                       |                                            | 1.018                                      | 1.018                                      |
| 1840 | 1840                                       |                                            | 1.118                                      | 1.118                                      |
| 1846 | 1846                                       |                                            | 1.116                                      | 1.116                                      |
| 1852 | 1852                                       |                                            | 1.103                                      | 1.103                                      |
| 1858 | 1858                                       |                                            | 1.001                                      | 1.001                                      |
| 1864 | 1864                                       |                                            | 1.071                                      | 1.071                                      |
| 1871 | 1871                                       |                                            | 1.133                                      | 1.133                                      |
| 1875 | 1875                                       |                                            | 1.144                                      | 1.144                                      |
| 1885 | 1885                                       |                                            | 1.100                                      | 1.100                                      |
| 1895 | 1895                                       |                                            | 1.254                                      | 1.254                                      |
| 1905 | 1905                                       |                                            | 1.217                                      | 1.217                                      |
| 1910 | 1910                                       |                                            | 1.139                                      | 1.139                                      |
| 1925 | 1925                                       |                                            | 1.146                                      | 1.146                                      |
| 1939 | 1939                                       |                                            | 1.030                                      | 1.030                                      |
| 1946 | 1946                                       |                                            | 1.300                                      | 1.300                                      |
| 1950 | 1950                                       |                                            | 1.318                                      | 1.318                                      |
| 1956 | 1956                                       |                                            | 1.297                                      | 1.297                                      |
| 1961 | 1961                                       |                                            | 1.398                                      | 1.398                                      |
| 1967 | 1967                                       |                                            | 1.506                                      | 1.506                                      |
| 1970 | 1970                                       |                                            | 1.512                                      | 1.512                                      |
| 1980 | 1980                                       |                                            | ?                                          | ?                                          |
| 1990 | 1990                                       |                                            | ?                                          | ?                                          |
| 2000 | 2000                                       |                                            | ?                                          | ?                                          |
| 2006 | 2006                                       |                                            | 1.765                                      | 1.765                                      |
| 2011 | 2011                                       |                                            | 1.683                                      | 1.683                                      |
| 2016 | 2016                                       |                                            | 1.775                                      | 1.775                                      |
| 2019 | 2019                                       |                                            | 1.733                                      | 1.733                                      |
| Datenquelle: Historisches Gemeindeverzeichnis für Hessen: Die Bevölkerung der Gemeinden 1834 bis 1967. Wiesbaden: Hessisches Statistisches Landesamt, 1968. Weitere Quellen: LAGIS; Stadt Groß-Umstadt; Zensus 2011 |                                            |                                            |                                            |                                            |

### Historische Religionszugehörigkeit
| • 1829: | 237 lutherische (= 25,87 %), 434 reformierte (= 37,45 %) und 245 katholische (= 36,75 %) Einwohner |
| • 1961: | 917 lutheranische (= 65,59 %), 441 katholische (= 31,55 %) Einwohner                               |

## Politik

### Ortsbeirat
Für Heubach besteht ein Ortsbezirk (Gebiete der ehemaligen Gemeinde Heubach) mit Ortsbeirat und Ortsvorsteher nach der Hessischen Gemeindeordnung. Der Ortsbeirat besteht aus sieben Mitgliedern. Bei den Kommunalwahlen in Hessen 2021 betrug die Wahlbeteiligung zum Ortsbeirat 55,60 %. Dabei wurden gewählt: fünf Mitglieder der SPD, ein Mitglied der CDU und ein Mitglied der BVG (Bürgervereinigung Groß-Umstadt e. V.). Der Ortsbeirat wählte Marvin Donig (SPD) zum Ortsvorsteher.

### Wappen
Das Wappen verweist heraldisch rechts auf die lange Zugehörigkeit Heubachs zur Pfalz (Löwe und Rauten), links ist der Dorfbrunnen abgebildet.
Eine offizielle Flagge wurde nie genehmigt. Es gibt jedoch eine nichtamtliche Flagge, die auf blau-weiß-blauem Flaggentuch das Gemeindewappen zeigt.

## Regelmäßige Veranstaltungen
- September: Kerb[17]
- November/Dezember: Adventsmarkt[18]

## Verkehr
Nur 1,5 km von der B 45 entfernt, stellt die Straße nach Heubach den einzigen Zufahrtsweg in das kleine Tal dar, der Ort liegt aber somit ohne jeden Durchgangsverkehr sehr ruhig. Die Kernstadt von Groß-Umstadt im Norden ist weniger als vier Kilometer entfernt, und die Nachbargemeinde Höchst im Odenwald (jenseits der Kreisgrenze zum Odenwaldkreis) im Süden zehn Kilometer. Für den Weg nach Darmstadt braucht man mit dem Auto knapp 30 Minuten, bis nach Frankfurt am Main sind es etwa 50 Minuten.
Der Bahnhof Groß-Umstadt Wiebelsbach (ehemals Wiebelsbach-Heubach) ist ein wichtiger Knotenpunkt zwischen Eberbach am Neckar und Erbach (Odenwald) im Süden sowie Darmstadt und Frankfurt im Nordwesten sowie in Richtung Babenhausen und Hanau im Norden. Das Tal ist durch den Silberwald vor dem Lärm der B45 geschützt.